# سد واگندرید
سد واگندرید (به لاتین: Wagendrift Dam) یک سد قوسی در آفریقای جنوبی است که در Estcourt, KwaZulu-Natal واقع شده‌است.